# マヌエル・レインデカル
マヌエル・レインデカル（Manuel Leindekar、1991年4月12日 - ）は、プロD2オヨナ・ラグビーに所属するラグビーユニオン選手。

## プロフィール
- ウルグアイ・モンテビデオ出身。
- ポジションはロック(LO)。
- 身長 203cm、体重 115kg
- U20ウルグアイ代表に選ばれたことがある[1]。
- ウルグアイ代表キャップは28（2025年1月現在）でラグビーワールドカップ2019・ラグビーワールドカップ2023のウルグアイ代表に選ばれた[2]。

## 略歴
2017年、オヨナに加入。
2022年、バイヨンヌに加入。
2024年、オヨナに復帰。